# John Hadl
John Willard Hadl (Lawrence, 15 febbraio 1940 – 30 novembre 2022) è stato un giocatore di football americano statunitense che ha giocato nel ruolo di quarterback nella American Football League (AFL) e nella National Football League (NFL). Al college giocò a football alla Kansas University.

## Carriera professionistica
Hadl fu scelto nel corso del primo giro (10º assoluto) del Draft NFL 1962 dai Detroit Lions e dai San Diego Chargers nel terzo giro (24º assoluto) del Draft AFL 1962 optando per firmare per questi ultimi. Divenne il quarterback titolare nel 1966, mantenendo una media di oltre 3.000 yard e 23 touchdown passati nelle successive 4 stagioni (con un calendario da 14 partite).
Hadl guidò la American Football League sia nel 1965 che nel 1968 e fu convocato quattro volte per l'All-Star Game, venendo premiato come miglior giocatore della partita del 1969. L'altro grande giocatore che formava l'attacco dei Chargers era Lance Alworth, il primo giocatore della American Football League ad essere stato indotto nella Pro Football Hall of Fame. Molti osservatori ritengono che Hadl, che passò la maggior parte dei passaggi ricevuti da Alworth, dovrebbe essere membro anch'egli della Hall of Fame ma per sua sfortuna giocò sempre in squadra che stavano affrontando annate difficili.
Prima della stagione 1973, Hadl fu scambiato coi Los Angeles Rams per il defensive end Coy Bacon e il running back Bob Thomas. Dopo aver guidato i Rams ai playoff quell'anno fu premiato come giocatore dell'anno della National Football Conference. La stagione successiva, dopo che fu superato nel ruolo di quarterback titolare da James Harris, divenne il giocatore principale di uno degli scambi considerati i peggiori nella storia della NFL. I Green Bay Packers, su insistenza del capo-allenatore e general manager Dan Devine scambiarono coi Rams cinque scelte del draft, inclusa una del primo giro, per un veterano dall'età avanzata e in rapido declino. Giocò complessivamente 22 gare per i Packers, lanciando solamente 9 touchdown contro 29 intercetti, protetto da una offensive line di basso livello; la squadra ebbe un record di 7-15 durante quel periodo. Quello scambio gettò per sempre cattiva luce sulla carriera di Hadl e fu l'apice del periodo più buio della storia dei Packers, passati da essere la franchigia più vincente della lega ad anni di mediocrità. Allo stesso tempo aiutò i Rams a diventare una pretendente al titolo, culminando in una sconfitta contro i Pittsburgh Steelers nel Super Bowl XIV. Anni dopo, quando gli fu chiesta la propria opinione su quello sfortunato scambio, Hadl stesso espresse la sua sorpresa provata nel 1974 per essere stato  mandato a Green Bay: "Non ci credevo davvero... Non credevo che qualcuno potesse essere così disperato".
Malgrado la parentesi negativa Green Bay e le ultime due stagioni della carriera giocate con gli Houston Oilers senza grosse soddisfazioni, Hadl terminò con un record come titolare di 82–76–9 come professionista. Le sue 9 gare pareggiate sono il massimo della storia per un quarterback titolare.

## Palmarès

### Franchigia
- Campionati AFL : 1

San Diego Chargers: 1963

### Individuale
- First-team All-Pro: 1

1973
- AFL All-Star: 4

1964, 1965, 1968, 1969
- Convocazioni al Pro Bowl: 2

1972, 1973
- MVP dell'All-Star Game AFL: 1

1969
- Leader della NFL in passaggi da touchdown: 1

1971
- San Diego Chargers Hall of Fame
- Formazione ideale del 50º anniversario dei Chargers
- College Football Hall of Fame (classe del 1994)
- Numero 21 ritirato dai Kansas Jayhawks

## Statistiche
| Yard passate      | 33.503 |
| Touchdown         | 244    |
| Intercetti subiti | 268    |
| Passer rating     | 67,4   |